# Ізраїль на пісенному конкурсі Євробачення 2024
Ізраїль брав участь у Пісенному конкурсі Євробачення 2024 у Мальме, Швеція, з піснею Hurricane у виконанні Еден Ґолан. Ізраїльська телерадіокомпанія Israeli Public Broadcasting Corporation/Kan вибрала свого представника через шоу HaKokhav HaBa (Rising Star) у співпраці з комерційною телекомпанією Keshet і Tedy Productions, а для пісні було організовано внутрішній відбір. Війна між Ізраїлем та Хамасом вплинула на формат шоу та поставила під сумнів участь країни на конкурсі. У результаті Ізраїль зміг кваліфікуватися до фіналу з першого місця, та зайняв загальне 5-е місце з 375 балами.

## Передісторія
До конкурсу 2024 року Ізраїль брав участь у Пісенному конкурсі «Євробачення» сорок п'ять разів з моменту свого дебюту в 1973 році. Країна перемагала на конкурсі чотири рази: у 1978 році з піснею «A-Ba-Ni-Bi» у виконанні Ізгара Когена та the Alphabeta, у 1979 році з піснею «Hallelujah» у виконанні Галі Атарі та Milk and Honey, у 1998 році з піснею «Diva» у виконанні Dana International та у 2018 році з піснею «Toy» у виконанні Нетти Барзілай. З моменту запровадження півфіналів у 2004 році Ізраїлю вдалося кваліфікуватися до фіналу 12 разів, досягнувши чотирьох результатів у першій десятці без перемоги у 2018 році: у 2005 році з Ширі Маймон, з піснею «HaSheket SheNish'ar» посіла четверте місце, у 2008 році Боаз Мауда з піснею «The Fire in Your Eyes» посів дев'яте місце, у 2015 році Надав Гуедж з піснею «Golden Boy» посів дев'яте місце та у 2023 році Ноа Кірел з піснею «Unicorn» посіла 3-тє місце.
IPBC/Kan відповідає за участь країни в конкурсі з 2018 року. 5 червня 2023 року Kan підтвердив участь Ізраїлю на Пісенному конкурсі Євробачення 2024, оголосивши, що ізраїльський учасник повернеться, щоб бути відібраним у реаліті-конкурсі HaKokhav HaBa, який використовувався раніше з 2015 по 2020 рік.

## Перед Євробаченням

### Наступна зірка
Як це було у період між 2015 і 2020 роками, виконавець ізраїльської заявки на Євробаченні був обраний за допомогою реаліті-конкурсу HaKokhav HaBa, ("Зірка що сходить", досл. "Наступна зірка") створеного Tedy Productions і Keshet Media Group і транслювався на Keshet 12 та онлайн через mako.co.il. Шоу відбулося в Комунікаційному центрі Неве Ілан у Неве Ілані, а ведучими були Ассі Азар і Ротем Села. До складу журі конкурсу входили Ассаф Амдурскі, Керен Пелеш, Ширі Маймон, Ран Данкер, Ітай Леві та Еден Хасон.
Раунди кастингу розпочалися наприкінці липня і завершилися 10 вересня 2023 року. Проводилися вони в другому павільйоні Expo Tel Aviv, де кандидатів оцінювали на основі акапельного виконання двох пісень на вибір виконавців.

#### Прослуховування та вплив війни Ізраїлю та ХАМАСу
Етапи кастингу перейшли до прослуховувань, які проходили в Єрусалимі. Їх спочатку планувалося знімати в присутності глядачів наприкінці вересня або на початку жовтня та розпочати трансляцію в листопаді 2023 року. Однак після початку війни Ізраїлю та ХАМАСу 7 жовтня 2023 року зйомки для конкурсу спочатку були відкладені відповідно до вказівок із захисту від Командування тилу Ізраїлю. Однак, зйомка прослуховувань розпочалась без глядачів протягом тижня з 16 по 22 жовтня, а початок їхньої трансляції планувався 31 жовтня. Голосування глядачів, яке разом із суддями мало визначити 40 % результату, було замінено голосуванням фокус-групи.
31 жовтня 2023 року, коли планувалася трансляція першого прослуховування, трансляцію було перенесено, щоб вшанувати пам'ять двох солдатів, які загинули в бою напередодні. Рішення про перенесення трансляції за таких обставин було розкритиковане ізраїльськими глядачами та ЗМІ. У результаті трансляцію було перенесено та успішно показано 20 листопада. Трансляція другого прослуховування, що була запланована на 22 листопада, було також перенесено, щоб звільнити місце для урядової прес-конференції щодо угоди, укладеної того дня щодо звільнення ізраїльських заручників, утримуваних ХАМАСом. У результаті трансляція відбулася 2 грудня.
Шоу прослуховування також включало сегменти на підтримку Армії оборони Ізраїлю (ЦАГАЛЬ), а найперший учасник Шай Таміно, учасник Освітньо-молодіжного корпусу ЦАГАЛю, виступав у військовій формі. Це призвело до того, що деякі фан-ЗМІ Євробачення почали обмежувати висвітлення участі Ізраїлю на конкурсі 2024 року на тій підставі, що це суперечить неполітичним і пацифістським цінностям, які традиційно асоціюються з подією.
В результаті, з десяти прослуховувань до наступного етапу вийшли: Шай Таміно, Ліан Біран, Еден Ґолан, Ангел Морія, Йонатан Бітон, Арік Сінай, Мішель Шимонов, Ідо Бартель, Адель Зельцер, Орел Равід, Ліран Бен Моше, Ноя Шрем, Міка Моше, Малкі Ліпскер, Дор Шимон, Єгуда Саадо, Ноа Аарон, Зохар Захаров, Лібі Нафталі, Міка Кертіс, Ісраель Леві, Ейтан Жорно, Ромі Нетц, Ор Коен, Гал Кафрі, Тахел Перрі, Тамар Бен-Цві, Мішель Коен, Ітай Бен Шалом, Роман Бєлов, Шерон Кідушин, Таль Софер, Йосиф Авраам, Гал Джума та Мей Нафталі. Також, з третього прослуховування до наступного етапу мав вийти військовий Шаулі Грінглік, однак він загинув у бою в Секторі Гази.

#### Раунд шорт-листу
Наступний етап, який транслювався по частинах 31 грудня 2023 року, складався з раунду шорт-листу, де артисти, які отримали голоси «так» від усіх шести суддів, автоматично проходили до наступного етапу, а з тих, хто отримав чотири чи п'ять голосів «так», проходили окремо вибрані учасники. У шорт-лист увійшли 14 артистів, а саме Ліан Біран, Еден Ґолан, Арік Сінай, Єгуда Саадо, Шай Таміно, Ідо Бартель, Міка Моше, Йонатан Бітон, Міка Кертіс, Дор Шимон, Ор Коен, Гал Кафрі, Ангел Морія та Орел Равід.

#### Раунд Топ-14
У Раунді Топ-14 голоси суддів і глядачів визначали одного учасника, який вибував із кожного шоу, а в кінцевому підсумку мала залишитися п'ятірка найкращих. У кожному з перших двох шоу та в шостому шоу вибував артист, який отримав найнижчий загальний бал. У третьому, четвертому, сьомому та дев'ятому шоу артисти об'єднувалися в дуелі, переможці дуелі безпосередньо виходили до наступного раунду. Після цього судді вибрали з учасників, котрі програли дуель, двох або трьох, що пройдуть далі. У п'ятому шоу артисти були об'єднані для виконання дуетами, причому учасник, який вибув, вибирався з дуету з найменшим результатом, а інший учасник цього дуету проходив далі. У восьмому шоу кожний учасник виконав дует із гостем-сюрпризом.
В результаті, до наступного раунду пройшли: Міка Моше, Дор Шимон, Шай Таміно, Ор Коен та Еден Ґолан.

#### Півфінали
У першому півфінальному шоу голоси журі та глядачів визначили одного учасника фіналу та чотирьох учасників, що виступлять у другому шоу, де один з них вибував.
| № | Виконавець | Пісня           | Голосування журі | Голосування журі | Голосування журі | Голосування журі | Голосування журі | Голосування журі | Відсоток | Результат  |
| № | Виконавець | Пісня           | А. Амдурскі      | Е. Хасон         | К. Пелеш         | І. Леві          | Р. Данкер        | Ш. Маймон        | Відсоток | Результат  |
| - | ---------- | --------------- | ---------------- | ---------------- | ---------------- | ---------------- | ---------------- | ---------------- | -------- | ---------- |
| 1 | Міка Моше  | Umbrella        | Ні               | Так              | Так              | Так              | Так              | Так              | 84%      | Пройшла    |
| 2 | Дор Шимон  | Meohav BaGeshem | Так              | Так              | Так              | Так              | Так              | Так              | 80%      | Пройшов    |
| 3 | Шай Таміно | LeOrekh HaYam   | Ні               | Ні               | Так              | Так              | Так              | Ні               | 62%      | Пройшла    |
| 4 | Ор Коен    | Khomot Khemar   | Так              | Так              | Так              | Так              | Так              | Так              | 93%      | Фіналістка |
| 5 | Еден Ґолан | Roar            | Так              | Так              | Так              | Так              | Так              | Так              | 88%      | Пройшла    |

| № | Виконавець | Пісня           | Бали журі   | Бали журі | Бали журі | Бали журі | Бали журі | Бали журі | Бали журі | Глядачі  | Загалом  | Результат  |
| № | Виконавець | Пісня           | А. Амдурскі | Е. Хасон  | К. Пелеш  | І. Леві   | Р. Данкер | Ш. Маймон | Загалом   | Глядачі  | Загалом  | Результат  |
| - | ---------- | --------------- | ----------- | --------- | --------- | --------- | --------- | --------- | --------- | -------- | -------- | ---------- |
| 1 | Міка Моше  | Yesh Lakh Otakh | 10          | 10        | 10        | 12        | 10        | 10        | 62        | Невідомо | Невідомо | Фіналістка |
| 2 | Шай Таміно | What About Us   | 8           | 7         | 8         | 7         | 7         | 7         | 44        | 7        | 51       | Вибула     |
| 3 | Дор Шимон  | KsheHalakhta    | 7           | 8         | 7         | 8         | 8         | 8         | 46        | 11       | 57       | Фіналіст   |
| 4 | Еден Ґолан | Beautiful       | 12          | 12        | 12        | 10        | 12        | 12        | 70        | Невідомо | Невідомо | Фіналістка |

#### Фінал
Фінал відбувся 6 лютого 2024 року і був поділений на раунд дуелей, у якому вибув один з фіналістів, і суперфінал серед артистів, що залишилися, у якому визначався переможець. 5 лютого в ефірі відбувся спеціальний ефір, у якому виступали запрошені артисти та фіналісти, кожен з яких оголосив, яку пісню виконуватиме у першому раунді фіналу. Того ж дня відкрилося публічне голосування, яке проходило через додаток Mako і визначало 10 % результатів дуелей. Ноа Кірел виступила госттю під час шоу. У суперфіналі 50/50 журі та телеголосування вибрали переможцем Еден Ґолан.
| Дуель | № | Виконавець | Пісня             | Голосування журі | Голосування журі | Голосування журі | Голосування журі | Голосування журі | Голосування журі | Відсоток | Результат |
| Дуель | № | Виконавець | Пісня             | А. Амдурскі      | Е. Хасон         | К. Пелеш         | І. Леві          | Р. Данкер        | Ш. Маймон        | Відсоток | Результат |
| ----- | - | ---------- | ----------------- | ---------------- | ---------------- | ---------------- | ---------------- | ---------------- | ---------------- | -------- | --------- |
| I     | 1 | Міка Моше  | Naari Shoveh Elay | Ні               | Так              | Так              | Ні               | Так              | Так              | 64%      | Врятована |
| I     | 2 | Ор Коен    | Pri Gankha        | Так              | Так              | Так              | Так              | Так              | Так              | 88%      | Пройшла   |
| IІ    | 3 | Дор Шимон  | Hayiti BeGan Eden | Так              | Так              | Ні               | Так              | Так              | Так              | 64%      | Вибув     |
| IІ    | 4 | Еден Ґолан | I Have Nothing    | Так              | Так              | Так              | Так              | Так              | Так              | 79%      | Пройшла   |

| № | Виконавець | Пісня                        | Бали журі   | Бали журі | Бали журі | Бали журі | Бали журі | Бали журі | Бали журі | Глядачі | Загалом | Місце |
| № | Виконавець | Пісня                        | А. Амдурскі | Е. Хасон  | К. Пелеш  | І. Леві   | Р. Данкер | Ш. Маймон | Загалом   | Глядачі | Загалом | Місце |
| - | ---------- | ---------------------------- | ----------- | --------- | --------- | --------- | --------- | --------- | --------- | ------- | ------- | ----- |
| 1 | Міка Моше  | Bo                           | 8           | 8         | 8         | 8         | 8         | 8         | 48        | 24      | 72      | 3     |
| 2 | Ор Коен    | Crazy                        | 10          | 10        | 10        | 12        | 12        | 10        | 64        | 71      | 135     | 2     |
| 3 | Еден Ґолан | I Don't Want to Miss a Thing | 12          | 12        | 12        | 10        | 10        | 12        | 68        | 85      | 153     | 1     |

### Відбір для пісні
Пісня, яку Еден Ґолан виконає на Євробаченні, була відібрана професійною комісією. 16 січня 2024 року Kan і Keshet відкрили можливість для спеціально відібраних авторів пісень подати свої записи до 11 лютого. Подані заявки повинні були містити тексти на івриті. Сама ж співачка також мала можливість подати власний запис. Вибрана пісня під назвою «Hurricane» була оприлюднена 10 березня під час спеціальної трансляції на Kan 11, яка транслювалася з Центру Іцхака Рабина в Тель-Авіві та була проведена Ліором Сушардом.

#### Скандал
19 лютого 2024 року у статті Israel Hayom стверджувалося, що обрану роботу для конкурсу написали Аві Огайон, Керен Пелеш і Став Бегер, та те, що вона, швидше за все, мала назву «October Rain». 21 лютого у статті Ynet стверджувалося, що ЄМС відхилила заявку через політичний зміст у її текстах, але Kan не планував змінювати пісню чи її зміст. Пізніше Kan і ЄМС відповіли на дану статтю, заявивши, що пісня розглядається, і якщо вона не відповідатиме критеріям, Kan отримає можливість змінити текст або подати нову заявку до 11 березня. Проте, додатково Kan заявив, що якщо його попросять змінити зміст пісні, він цього не зробить і буде змушений відмовитися від участі в конкурсі. Мікі Зогар, міністр культури і спорту Ізраїлю, назвав намір ЄМС відхилити пісню «скандальним» і закликав їх «продовжувати діяти професійно і нейтрально і не дозволяти політиці впливати на мистецтво». Пізніше він висловив свою підтримку зміні пісні, щоб вона відповідала критеріям конкурсу.
22 лютого 2024 року Kan опублікував текст пісні «October Rain». Раніше того дня витоки інформації від Israel Hayom і Ynet описали пісню як баладу, яка розвивається до кульмінації, посилаючись на «стан ізраїльських цивільних» під час атаки 7 жовтня, а також натякаючи на різанину на музичному фестивалі NOVA. 28 лютого Ynet повідомила, що пісня, яка посіла друге місце у внутрішньому відборі, «Dance Forever», написана Еден Ґолан разом з Роном Бітоном, Мей Сфадія та Їноном Яхелем, також була відхилена. 3 березня Kan офіційно підтвердив, що подав на розгляд обидві «October Rain» і «Dance Forever», і що обидві були відхилені ЄМС в їх поточному стані. Незважаючи на попередні заяви, Kan зрештою попросив авторів обох пісень «внести необхідні корективи», щоб вони відповідали вимогам, і заявив, що фінальна заявка — «Hurricane» (як повідомляється, є видозміненою версією «October Rain»), була записана пізніше того ж дня. Проте авторів пісні попросили переписати її текст ще раз, і остаточна версія була представлена через два дні. ЄМС схвалила пісню 7 березня.

### Заклики до бойкоту участі Ізраїлю
Триваюча гуманітарна криза, спричинена військовими операціями Ізраїлю в секторі Гази, призвела до закликів від деяких мовників до ЄМС виключити Ізраїль з участі в конкурсі 2024 року, а правозахисники закликали інші країни бойкотувати захід. Незважаючи на це, Ізраїль зрештою з'явився в списку учасників, оприлюдненому ЄМС 5 грудня 2023 року. 8 грудня вони випустили заяву, в якій стверджували, що Kan «відповідає всім правилам конкуренції», дозволяючи він візьме участь у 2024 році. Ситуація викликала суперечки в ряді країн-учасниць:
- Норвегія,  Швеція,  Нідерланди,  Греція та  Данія — Чарло Халворсен голова відділу розваг норвезького мовника NRK, заявив, що на момент публікації списку країн-учасниць вони не зайняли офіційної позиції з цього приводу та дотримуються рішень ЄМС.[66][67] Його думку підтримали шведська телекомпанія SVT, нідерландська телекомпанія AVROTROS і грецька телекомпанія ERT, а голова відділу комунікацій останньої, Дора Чіракі, вказала на свою відкритість до обговорення цього питання у випадку, якщо інша телекомпанія офіційно попросить ЄМС виключити Ізраїль.[68][69][70] У січні 2024 року Халворсен остаточно прокоментував, що NRK не буде прагнути до «культурного бойкоту» Ізраїлю, щоб «не поставити під загрозу [нашу] цілісність».[71][72] Невдовзі після цього Густав Люцхофт, керівник відділу культури, дітей та молоді датської телерадіокомпанії DR, заявив, що він підтримає участь Ізраїлю, посилаючись на складність і давню природу ізраїльсько-палестинського конфлікту.[73][74] Демонстрації та петиції із закликами до бойкоту відбулися в Норвегії,[75][76] Швеції[77] та Данії.[78] Крім того, у квітні 2024 року троє авторів щорічного огляду Євробачення від NRK відмовилися записувати його на 2024 рік, вимагаючи від мовника тиску на ЄМС, щоб Ізраїль був виключений з конкурсу.[79][80]
- Ісландія — 9 грудня 2023 року Стефан Ейрікссон, радіодиректор ісландської телекомпанії RÚV, заявив, що країна, попри участь Ізраїлю, все одно братиме участь у конкурсі 2024 року.[81] У відповідь Асоціація композиторів і авторів пісень Ісландії (АКАПІ) і активісти руху за бойкот, дивестиції і санкції (БДС) надіслали офіційні запити, щоб RÚV відмовився від участі в заході, якщо Ізраїль не буде виключений «на тих же підставах, що й Росія в попередньому конкурсі», наголошуючи на порушеннях прав людини з боку Ізраїлю.[82][83][84] До закликів приєдналося ісландське відділення OGAE.[85] У той час RÚV вирішив, як завжди, провести свій національний відбір Söngvakeppnin 2024 а потім дозволив переможцю вирішити, чи брати участь у Євробаченні.[86][87] Переможниця конкурсу Гера Бйорк ще до своєї перемоги заявила, що братиме участь у Євробаченні.[88] 11 березня RÚV підтвердив, що попри участь Ізраїлю візьме участь, а Гера Бйорк буде представником Ісландії.[89] Коментатор конкурсу на ісландській Гіслі Мартейн Бальдурссон вирішив не поновлювати свою роль у 2024 році у відповідь на «відсутність реакції» ЄМС на дії Ізраїлю в Газі.[90]
- Ірландія — до середини грудня 2023 року ірландська телекомпанія RTÉ отримала понад 465 електронних листів із закликом бойкотувати захід, якщо Ізраїлю буде дозволено брати участь на конкурсі, звинувачуючи ізраїльський уряд у використанні його для зображення країни в позитивному світлі, «незважаючи на роки окупації та насильство проти Палестини». RTÉ відповіло, заявивши, що воно завжди підходило до події як до «неполітичного конкурсу, покликаного об'єднати аудиторію та зблизити людей», стверджуючи, що жоден інший мовник не висловлював наміру бойкотувати його.[91] 25 грудня Тишех Лео Варадкар заявив, що виступає проти даних закликів.[92] У середині січня 2024 року його підтримав Майкл Кілі, голова ірландської делегації на конкурсі, який стверджував, що Kan, як мовник, незалежний від ізраїльського уряду, не повинен бути заборонений до змагань. Також він заявив, що підтримає будь-яке рішення ЄМС.[93]
- Фінляндія — 19 грудня 2023 керівник відділу креативного контенту та медіа фінської телекомпанії Yle Вілле Вілен заявив, що телекомпанія обговорювала ситуацію пов'язаною з війною між Ізраїлем і ХАМАС з іншими скандинавськими телекомпаніями та спостерігала за позицією ЄМС, а також прокоментував, що Війна не зрівняється з російським вторгненням в Україну.[94] Наступного дня Yle опублікував через обліковий запис Instagram свого національного вдбору на Євробачення Uuden Musiikin Kilpailu (UMK), що телекомпанія «уважно стежить за ситуацією на Близькому Сході» та готова до проведення обговорень з ЄМС та іншими скандинавськими мовниками, хоча за його ж заявою UMK буде проведено незалежно від участі Фінляндії в Євробаченні.[95][96] У січні 2024 року професіонали музичної індустрії Фінляндії підписали петицію з вимогою від мовника відмовитися від участі або чинити тиск на Ізраїль, щоб його виключили, стверджуючи, що країна може використовувати конкурс як платформу для «відшліфування свого іміджу від порушення прав людини, які вона здійснює».[97][98] Пізніше того ж місяця Yle заявила, що на даний момент не буде проти участі Ізраїлю.[99]
- Іспанія — Виступаючи проти попередніх заяв Марії Ейзаґірре, керівника комунікацій іспанської телерадіокомпанії RTVE, що вона дотримуватиметься позиції ЄМС,[100] 1 лютого 2024 року іспанська ліва партія Podemos подала пропозицію до Конгресу депутатів, у якій уряд і RTVE мали лобіювати проти включення Ізраїлю з конкурсу й мали закликати інші країни зробити те саме.[101][102] Тоді ж, Роберто Лакідайн, представник Podemos у раді директорів мовника, подав петицію на RTVE з проханням, щоб Іспанія вийшла з заходу.[103]
- Словенія — після публічних закликів в Словенії, щодо виключення Ізраїлю, 7 лютого 2024 року словенська телекомпанія RTVSLO попросила ЄМС провести широкі дискусії з іншими мовниками щодо участі Ізраїлю.[104][105]
- Бельгія — на початку березня 2024 міністр культури та ЗМІ Валлонії Бенедікт Лінар, за проханням Аліси Бернар — лідера Трудової партії Бельгії в парламенті Валлонії, оголосила, що вона офіційно попросить місцеву телекомпанію RTBF (відповідальну за участь Бельгії у 2024 році) наполягати на виключенні Ізраїлю з конкурсу, посилаючись на гуманітарну кризу в Газі та виключення Росії у 2022 році. Її фламандський колега Бенджамін Далле висловив свою підтримку даному висловлюванню.[106][107] У середині квітня працівники культурного сектору Бельгії підписали листа з вимогою до ЄМС, RTBF і фламандської телекомпанії VRT «серйозно поставитися до попереджень Міжнародного суду ООН», «зробити заяву проти геноциду» і заборонити Ізраїлю брати участь. VRT прокоментував, що дотримується позиції ЄМС, тоді як RTBF на заяву не відповів.[108]
- Велика Британія — На знак протесту проти схвалення ЄМС участі Ізраїлю, організатори Eurovision Party London у кінотеатрі Rio Cinema вирішили скасувати захід у 2024 році. Це викликало критику з боку Британської національної єврейської асамблеї та відповіді ЄМС, яка повторила, що Євробачення «не є змаганням між урядами».[109]

Петиції та листи з проханням ЄМС виключити Ізраїль з конкурсу також підписали кілька колишніх учасників Євробачення або тих, хто збирався брати участь, зокрема Ауґуста Ева Ерлендсдоуттір (Ісландія 2006 як Сільвія Ноутт), Малена Ернман (Швеція 2009), Ерік Сааде (Швеція 2011), Hatari (Ісландія 2019), Бен Доліч (Німеччина 2020), Монтень (Австралія 2020 і 2021) і Ла Зарра (Франція 2023). Організація Creative Community for Peace запропонувала лист із закликом до продовження подальшої участі Ізраїлю. Серед понад 400 людей, що підписали листа є Скутер Браун, Харві Мейсон молодший і Гелен Міррен. Не заявляючи про участь чи неучасть Ізраїлю на конкурсі, 29 березня 2024 року декілька учасників Євробачення 2024, а саме Bambie Thug (Ірландія), Gåte (Норвегія), Іоланда (Португалія), Megara (Сан-Марино), Mustii (Бельгія), Nemo (Швейцарія), Оллі Александер (Велика Британія), Saba (Данія), Silvester Belt (Литва) і Windows95man (Фінляндія) — опублікували спільну заяву із закликом до «негайного та тривалого припинення вогню» в Газі, а також повернення ізраїльських заручників, яких утримує ХАМАС.
Організації, котрі бойкотували участь Ізраїлю — Палестинська кампанія руху БДС та також ЛГБТ-організації Queers in Palestine, Queers for Palestine та Queer Coalition for Palestine стверджували, що участь Ізраїлю на конкурсі, який широко розглядається як подія, що просуває ЛГБТ — це спроба «змастити», «відбілити» та «відмити» свою політику апартеїду та «триваючий геноцид» проти палестинців.
9 квітня 2024 року ЄМС оприлюднила заяву заступника генерального директора Жана Філіпа де Тендера про кібербулінг в соціальних мережах проти артистів-учасників, як повідомляється, через недостатній тиск, який чиниться на спілку, щоб виключити Ізраїль. Він також заявив, що включення країни до конкурсу «є виключною відповідальністю керівних органів ЄМС, а не окремих артистів», засуджуючи зловживання чи переслідування виконавців, водночас захищаючи обґрунтування, за яким Kan було дозволено брати участь. На офіційному сайті конкурсу додатково створено FAQ-сторінку щодо участі Ізраїлю.

#### Історичні прецеденти
- Рішення ЄМС залишити Ізраїль, як учасника, порівнюють з його рішенням виключити Росію в 2022 році після протестів кількох мовників-учасників, включаючи вищезгадані NRK, SVT, AVROTROS, DR, RÚV і Yle, через вторгнення країни в Україну, через що деякі звинувачують EBU в «лицемірстві» та прояві «подвійних стандартів».[62][64][78][82][107][127][128][129]
- У 2019 році, коли Євробачення проходило у Тель-Авіві, конкурс зіткнувся із закликами до бойкоту через звинувачення в відмиванні репутації через мистецтво. Під час конкурсу ісландський мовник RÚV було оштрафовано за політичний контент після того, як його учасники Hatari демонстрували під час фіналу банери з палестинським прапором.[84][120][129][130][131]

## На Євробаченні
Пісенний конкурс Євробачення 2024 відбудеться в Мальме-Арена у Мальме, Швеція, і складатиметься з двох півфіналів, які відбудуться відповідно 7 і 9 травня, і фіналу 11 травня 2024 року. Усі країни, за винятком країни-господарки та країн «Великої п'ятірки» (Франція, Німеччина, Італія, Іспанія та Велика Британія) повинні пройти кваліфікацію в одному з двох півфіналів, щоб поборотися за вихід у фінал, а саме десять кращих країн з кожного півфіналу пройдуть до фіналу. 30 січня 2024 року було проведено жеребкування, щоб визначити, у якому з двох півфіналів, а також у якій половині шоу виступатиме кожна країна; Європейська мовна спілка (ЄМС) розділяє країни-конкурсанти на різні банки на основі моделей голосування з попередніх конкурсів, причому країни зі сприятливою історією голосування поміщаються в одну банку. За результатами жеребкування, Ізраїль потрапив до другої половини другого півфіналу. 26 березня було оголошено офіційний порядок виступів в півфіналах, за яким Ізраїль виступатиме під номером 14 між Італією та Норвегією.
В Ізраїлі всі три шоу конкурсу транслюватимуться на Kan 11 з коментарями Асафа Лібермана і Аківи Новіка, Йоав Цафір приєднається до них у фіналі. Фінал також транслюватиметься по радіо через Kan 88, Kan Tarbut і Kan Bet.

### Другий півфінал
Еден Ґолан взяла участь у технічних репетиціях 30 квітня та 3 травня, а потім генеральних репетиціях 8 та 9 травня. Постановку її номеру на конкурсі поставили Цафір і Авічай Хачам. У ньому п'ять танцюристів супроводжують артистку на сцені в костюмах, розроблених Алон Лівне, а також у ньому використовується кільцева опора. Лівне стверджував, що організатори прямо проінструктували його не використовувати будь-яку символіку, яка могла б мати політичні посилання на конфлікт в Газі, відхиливши ряд пропозицій щодо костюмів. Однак вибрані костюми нагадують бинти, що на думку деяких відсилає на скривджену, поранену націю.
У самому півфіналі Ізраїль зайняв перше місце з 194-ма балами, після чого вийшов у фінал.

### Фінал
Після півфіналу, було визначено, що номер Ізраїлю буде розташований продюсерами, без обмеження на будь-яку половину. В результаті цього, Ізраїль спочатку мав виступити під номером 6 після Нідерландів та перед Литвою, однак після дискваліфікації Нідерландів з конкурсу Ізраїль залишився виступати під номером 6, але вже між Люксембургом та Литвою.
Сам виступ країни був освистаним на фоні дискваліфікації Нідерландів та самої участі Ізраїлю на конкурсі. Однак, незважаючи на це, Ізраїль посів 5-те місце з 375-ма балами, зайнявши друге місце за телеголосуванням з 323-ма балами.

### Голосування
Під час голосування під час кожного з шоу кожна країна присуджувала два набори балів від 1 до 8, 10 і 12: один від професійного журі, інший від телеголосування у фіналі, тоді як голосування у півфіналі повністю базувалося на телеголосуванні. Журі кожної країни складалося з п'яти професіоналів музичної індустрії, які є громадянами країни, яку вони представляють. Вони оцінюють кожну заявку на основі виступів під час другої генеральної репетиції кожного шоу, яка відбувається ввечері перед кожним живим шоу, за набором критеріїв, включаючи: вокальний потенціал; сценічний виступ; композиція та оригінальність пісні і загальне враження від заявки. Також жодному члену журі не дозволяється обговорювати своє голосування з іншими членами або бути будь-яким чином пов'язаним з будь-якими діями, у яких інші члени журі не можуть голосувати неупереджено та незалежно. Індивідуальний рейтинг кожного члена журі в анонімній формі, а також результати загальнонаціонального телеголосування були опубліковані незабаром після фіналу конкурсу. У фіналі конкурсу результати голосування журі були озвучені речниками, представленими від кожної країни, що брала участь на конкурсі, у той час як результати телеголосування оголошувалися ведучими. Речницею від Ізраїлю була Майя Алкулумбре..
Нижче наведено бали, отриманих та відданих Ізраїлем в другому півфіналі та фіналі конкурсу.

#### Бали нараховані Ізраїлю
| Бали     | Телеголосування                                                                         |
| -------- | --------------------------------------------------------------------------------------- |
| 12 балів | Албанія Чехія Данія Франція Італія Нідерланди Норвегія 🌎 Решта світу Іспанія Швейцарія |
| 10 балів | Австрія Бельгія Грузія Греція Латвія Мальта                                             |
| 8 балів  | Естонія                                                                                 |
| 7 балів  |                                                                                         |
| 6 балів  | Вірменія                                                                                |
| 5 балів  |                                                                                         |
| 4 бала   |                                                                                         |
| 3 бали   |                                                                                         |
| 2 бали   |                                                                                         |
| 1 бал    |                                                                                         |

| Бали     | Телеголосування | Журі                          |
| -------- | --- | ----------------------------- |
| 12 балів | Австралія Бельгія Фінляндія Франція Німеччина Італія Люксембург Нідерланди Португалія 🌎 Решта світу Сан-Марино Іспанія Швеція Швейцарія Велика Британія |                               |
| 10 балів | Австрія Албанія Кіпр Чехія Ірландія Молдова Словенія |                               |
| 8 балів  | Данія Грузія Ісландія | Кіпр Німеччина Норвегія       |
| 7 балів  | Азербайджан Греція Латвія |                               |
| 6 балів  | Естонія |                               |
| 5 балів  | Мальта Норвегія Польща | Бельгія Естонія               |
| 4 бали   | | Литва                         |
| 3 бали   | Литва Сербія | Грузія Мальта Молдова Франція |
| 2 бали   | | Латвія                        |
| 1 бал    | Вірменія |                               |

#### Бали нараховані Ізраїлем
| Бали     | Телеголосування |
| -------- | --------------- |
| 12 балів | Вірменія        |
| 10 балів | Естонія         |
| 8 балів  | Австрія         |
| 7 балів  | Нідерланди      |
| 6 балів  | Грузія          |
| 5 балів  | Чехія           |
| 4 бали   | Швейцарія       |
| 3 бали   | Греція          |
| 2 бали   | Бельгія         |
| 1 бал    | Данія           |

| Бали     | Телеголосування | Журі       |
| -------- | --------------- | ---------- |
| 12 балів | Люксембург      | Люксембург |
| 10 балів | Україна         | Німеччина  |
| 8 балів  | Німеччина       | Україна    |
| 7 балів  | Італія          | Австрія    |
| 6 балів  | Вірменія        | Італія     |
| 5 балів  | Хорватія        | Швейцарія  |
| 4 бали   | Грузія          | Хорватія   |
| 3 бали   | Австрія         | Португалія |
| 2 бали   | Франція         | Грузія     |
| 1 бал    | Кіпр            | Франція    |

#### Детальні результати голосування з Ізраїлю
| №  | Країна     | Телеголосування | Телеголосування |
| №  | Країна     | Місце           | Бали            |
| -- | ---------- | --------------- | --------------- |
| 01 | Мальта     | 12              |                 |
| 02 | Албанія    | 15              |                 |
| 03 | Греція     | 8               | 3               |
| 04 | Швейцарія  | 7               | 4               |
| 05 | Чехія      | 6               | 5               |
| 06 | Австрія    | 3               | 8               |
| 07 | Данія      | 10              | 1               |
| 08 | Вірменія   | 1               | 12              |
| 09 | Латвія     | 11              |                 |
| 10 | Сан-Марино | 13              |                 |
| 11 | Грузія     | 5               | 6               |
| 12 | Бельгія    | 9               | 2               |
| 13 | Естонія    | 2               | 10              |
| 14 | Ізраїль    |                 |                 |
| 15 | Норвегія   | 14              |                 |
| 16 | Нідерланди | 4               | 7               |

До ізраїльського журі увійшли:
- Ярон Ашбель
- Шломіт Дерссо
- Майя Опал Друкман
- Кобі Марімі
- Мей Сафді

| №  | Країна          | Журі   | Журі   | Журі   | Журі   | Журі   | Журі  | Журі | Телеголосування | Телеголосування |
| №  | Країна          | Журі 1 | Журі 2 | Журі 3 | Журі 4 | Журі 5 | Місце | Бали | Місце           | Бали            |
| -- | --------------- | ------ | ------ | ------ | ------ | ------ | ----- | ---- | --------------- | --------------- |
| 01 | Швеція          | 9      | 10     | 17     | 17     | 11     | 12    |      | 16              |                 |
| 02 | Україна         | 2      | 7      | 4      | 1      | 3      | 3     | 8    | 2               | 10              |
| 03 | Німеччина       | 3      | 2      | 2      | 3      | 5      | 2     | 10   | 3               | 8               |
| 04 | Люксембург      | 5      | 1      | 1      | 2      | 1      | 1     | 12   | 1               | 12              |
| 05 | Нідерланди      | 14     | 16     | 19     | 18     | 9      | 16    |      |                 |                 |
| 06 | Ізраїль         |        |        |        |        |        |       |      |                 |                 |
| 07 | Литва           | 11     | 15     | 15     | 22     | 20     | 18    |      | 17              |                 |
| 08 | Іспанія         | 13     | 25     | 6      | 15     | 15     | 13    |      | 15              |                 |
| 09 | Естонія         | 20     | 24     | 8      | 23     | 24     | 19    |      | 12              |                 |
| 10 | Ірландія        | 21     | 14     | 24     | 12     | 13     | 17    |      | 19              |                 |
| 11 | Латвія          | 10     | 11     | 13     | 21     | 17     | 15    |      | 13              |                 |
| 12 | Греція          | 24     | 17     | 21     | 13     | 12     | 22    |      | 21              |                 |
| 13 | Велика Британія | 19     | 21     | 11     | 16     | 8      | 14    |      | 24              |                 |
| 14 | Норвегія        | 25     | 20     | 20     | 25     | 25     | 25    |      | 18              |                 |
| 15 | Італія          | 6      | 6      | 7      | 10     | 2      | 5     | 6    | 4               | 7               |
| 16 | Сербія          | 16     | 13     | 16     | 20     | 22     | 23    |      | 20              |                 |
| 17 | Фінляндія       | 22     | 23     | 22     | 14     | 10     | 21    |      | 14              |                 |
| 18 | Португалія      | 15     | 4      | 14     | 4      | 19     | 8     | 3    | 23              |                 |
| 19 | Вірменія        | 23     | 19     | 18     | 11     | 14     | 20    |      | 5               | 6               |
| 20 | Кіпр            | 8      | 12     | 10     | 9      | 18     | 11    |      | 10              | 1               |
| 21 | Швейцарія       | 7      | 3      | 12     | 6      | 7      | 6     | 5    | 11              |                 |
| 22 | Словенія        | 17     | 22     | 25     | 24     | 21     | 24    |      | 22              |                 |
| 23 | Хорватія        | 1      | 18     | 23     | 7      | 6      | 7     | 4    | 6               | 5               |
| 24 | Грузія          | 18     | 8      | 3      | 8      | 16     | 9     | 2    | 7               | 4               |
| 25 | Франція         | 12     | 5      | 9      | 19     | 23     | 10    | 1    | 9               | 2               |
| 26 | Австрія         | 4      | 9      | 5      | 5      | 4      | 4     | 7    | 8               | 3               |

## Нотатки
1. 1 2  Загальні бали для першого та другого місця були оголошені, як 85 та 89, без уточнення, хто які бали отримав.
2. ↑  Нідерланди було дискваліфіковано з конкурсу незадовго до фіналу.[154][155]